# 寺尾五郎
寺尾 五郎（てらお ごろう、1921年〈大正10年〉7月4日 - 1999年〈平成11年〉8月21日）は、日本の社会運動家。

## 略歴
北海道室蘭市出身。1938年、早稲田大学文学部哲学科に入学後、共産主義運動に参加。1940年に治安維持法違反で検挙。
1943年に召集されるが、1945年に満洲のチチハル航空部隊で反戦活動を行ったかどで憲兵隊に拘束され、東京憲兵隊総本部へ送還。8月15日の敗戦の2日後、警視庁特高課に身柄移管され、治安維持法最後の被告となる。10月10日に豊多摩刑務所から出所し、以後日本共産党本部の専従活動家となる。
1950年にコミンフォルムの『日本の情勢について』をめぐる対立に巻き込まれて「国際派」として除名されるが、「国際派」と「所感派」の統一（日本共産党第6回全国協議会を参照）により5年後に復帰。
1958年に北朝鮮建国10周年記念式典に訪朝使節団として訪問し、同国の発展を大々的に描いた『38度線の北』を著す。
1960年代は平和運動、日中・日朝友好活動に奔走し、両国をたびたび訪問する。1961年に日本朝鮮研究所を設立してその理事に就任し、北朝鮮関連の書物を多く著す（1967年に退任）。
1966年に中国で文化大革命が起こるとこれを熱烈に支持し、1967年の善隣学生会館事件の際にも中国共産党側に立ち、日本共産党に抗議して『日中不戦の思想』を著したため、1968年に「中国派」として日本共産党を除名された。その後は日本共産党（左派）の結成に関与する一方、吉田松陰や親鸞・安藤昌益を研究し、特に昌益の研究については、『安藤昌益全集』（農山漁村文化協会、1983年 - 1987年）の監修・執筆を務めるなど、これを後半生のライフワークとしている。
1999年、大腸癌で死去。死後、蔵書は農山漁村文化協会に寄贈され、協会図書館内で「寺尾五郎文庫」として公開されている。

## 訪朝時の事件
1960年8月、寺尾は朝鮮解放15周年慶祝日朝協会使節団の秘書長として北朝鮮を訪れた。その際の8月27日、清津へ向かう急行列車で、彼の1959年に書いた本『38度線の北』を見て北へ渡ったという3人の男たちに取り囲まれ、
「お前の本に騙されて、こんな生き地獄へ連れてこられた。俺たちの人生をどうしてくれる」と迫られた。
しかし、寺尾は彼らを愚連隊と決め付け、まともに取り合おうとしなかった。その後、彼らは安全員により列車を降ろされて逮捕された。KBSの専門委員であった呉基完によると行方不明になったという。。寺尾の事件後に、金日成が北朝鮮の一般国民が党の許可なく、帰国同胞との交流を禁止する通達と出したとされる。

## 著書
- 『アメリカ敗れたり? : 軍事的にみた朝鮮戦争』五月書房、1952年12月20日。吉武要三[6]。名義
- 『38度線の北』新日本出版社、1959年4月13日。NDLJP:2975607。
- 『勝利なき戦争 : 三八度線から金門・馬祖まで』三一書房、1960年7月6日。NDLJP:2992988。
- 『朝鮮・その北と南』新日本出版社、1961年12月15日。NDLJP:2980573。
- 『日・朝・中三国人民連帯の歴史と理論』日本朝鮮研究所、1964年6月10日。NDLJP:2997045。（安藤彦太郎・宮田節子・吉岡吉典共著）
- 『朝鮮問題入門』新日本出版社、1965年6月30日。NDLJP:2993040。- 北朝鮮は「8万人からの在日朝鮮人が帰国し、いたれりつくせりの国家の手厚い保護のもとに、なに一つ不自由ない生活にはいれる社会」と71頁に記述。
- 『林彪の作戦』徳間書店、1967年1月20日。NDLJP:2986672。
- 『日中不戦の思想』亜東社、1967年7月7日。NDLJP:3039694。
- 『革命家吉田松蔭 : 草莽崛起と共和制への展望』徳間書店、1973年3月10日。NDLJP:12231248。
- 『安藤昌益の闘い』農山漁村文化協会〈人間選書 ; 15〉、1978年6月1日。NDLJP:12284495。
- 『草莽の維新史』徳間書店、1980年2月10日。NDLJP:12281000。
- 『倒幕の思想 草莽の維新』社会評論社、1990年。
- 『論考安藤昌益』農山漁村文化協会、1992年。
- 『続・論考安藤昌益（上） 安藤昌益の自然哲学と医学』農山漁村文化協会、1996年。
- 『続・論考安藤昌益（下） 安藤昌益の社会思想』農山漁村文化協会、1996年。
- 『「自然」概念の形成史：中国・日本・ヨーロッパ』農山漁村文化協会、2002年。